# American Horror Story
American Horror Story (a veces abreviada como AHS) es una serie de televisión estadounidense de antología y horror creada por Ryan Murphy y Brad Falchuk para la cadena de cable FX. Cada temporada se concibe como una miniserie autónoma, siguiendo un conjunto diferente de personajes y escenarios, y un argumento con su propio «principio, medio y fin». Algunos elementos de la trama de cada temporada están vagamente inspirados en hechos reales. Muchos actores aparecen en más de una temporada, pero a menudo interpretan un nuevo personaje. Evan Peters, Sarah Paulson y Lily Rabe son los que más han regresado, todos apareciendo en nueve de doce temporadas, con Frances Conroy y Denis O'Hare apareciendo en ocho y siete, respectivamente, y Kathy Bates en cinco. Otros actores notables como Jessica Lange, Jamie Brewer, Angela Bassett, Adina Porter y Finn Wittrock aparecen en cinco de las doce temporadas.
La primera temporada, subtitulada retroactivamente Murder House, tiene lugar en Los Ángeles (California), durante 2011, y se centra en una familia que se muda a una casa embrujada por sus antiguos ocupantes fallecidos. La segunda temporada, subtitulada Asylum, se desarrolla en Massachusetts, durante 1964, y sigue las historias de los pacientes y el personal de una institución para criminales dementes. La tercera temporada, subtitulada Coven, tiene lugar en Nueva Orleans (Luisiana), durante 2013, y sigue un aquelarre de brujas que se enfrentan a quienes desean destruirlas. La cuarta temporada, subtitulada Freak Show, tiene lugar en Júpiter (Florida), durante 1952, y se centra en uno de los últimos espectáculos de fenómenos estadounidenses que quedan y su lucha por la supervivencia. La quinta temporada, subtitulada Hotel, tiene lugar en Los Ángeles (California), durante 2015, y se centra en el personal y los huéspedes de un hotel sobrenatural. La sexta temporada, subtitulada Roanoke, tiene lugar en Carolina del Norte, durante 2014-2016, y se centra en los acontecimientos paranormales que tienen lugar en una casa de campo aislada que persigue la difunta Colonia de Roanoke. La séptima temporada, subtitulada Cult, tiene lugar en el suburbio ficticio de Brookfield Heights (Míchigan), durante 2016-2017, y se centra en un culto que aterroriza a los residentes tras las elecciones presidenciales de Estados Unidos de 2016. La octava temporada, subtitulada Apocalypse, presenta el regreso de las brujas de Coven mientras luchan contra el Anticristo de Murder House en un intento de prevenir el apocalipsis. La novena temporada, subtitulada 1984, tiene lugar en las afueras de Los Ángeles (California), durante el año titular, 1984, y se centra en un grupo de jóvenes miembros del personal de un campamento de verano que se preparan para reabrir después de una masacre. La décima temporada, Double Feature, es la primera de la serie en contar más de una historia, centrándose en las temáticas de vampiros espirituales y alienígenas ocultos en la sociedad. La undécima temporada, con subtítulo NYC, se sitúa a lo largo de la década de los ochenta, durante la investigación policíaca de un asesino en serie cuyas víctimas pertenecen al colectivo LGBTQ+. La duodécima temporada, subtitulada simplemente como Delicate, se basará en la novela Delicate Condition de Danielle Valentine, y, de acuerdo a la premisa de la misma, seguirá los intentos de una joven actriz de ser madre, que aparentemente impiden entidades demoniacas. En enero de 2020, FX renovó la serie hasta la decimotercera temporada.
Aunque la recepción de las distintas temporadas ha variado, American Horror Story ha sido en gran medida bien recibida por los críticos de televisión, y la mayoría de los elogios van dirigidos al elenco, en particular a Jessica Lange, que ganó dos Premios Emmy, un Premio Globo de Oro y un Premio del Sindicato de Actores por sus actuaciones. Kathy Bates y James Cromwell ganaron cada uno un Emmy por sus interpretaciones, mientras que Lady Gaga ganó un Globo de Oro. La serie atrae constantemente altas audiencias para el canal FX, siendo su primera temporada la nueva serie de cable más vista de 2011.

## Sinopsis
| Temporada | Temporada | Título         | Episodios | Episodios | Emisión original         | Emisión original        |
| Temporada | Temporada | Título         | Episodios | Episodios | Primera emisión          | Última emisión          |
| --------- | --------- | -------------- | --------- | --------- | ------------------------ | ----------------------- |
|           | 1         | Murder House   | 12        | 12        | 5 de octubre de 2011     | 21 de diciembre de 2011 |
|           | 2         | Asylum         | 13        | 13        | 17 de octubre de 2012    | 23 de enero de 2013     |
|           | 3         | Coven          | 13        | 13        | 9 de octubre de 2013     | 29 de enero de 2014     |
|           | 4         | Freak Show     | 13        | 13        | 8 de octubre de 2014     | 21 de enero de 2015     |
|           | 5         | Hotel          | 12        | 12        | 7 de octubre de 2015     | 13 de enero de 2016     |
|           | 6         | Roanoke        | 10        | 10        | 14 de septiembre de 2016 | 16 de noviembre de 2016 |
|           | 7         | Cult           | 11        | 11        | 5 de septiembre de 2017  | 14 de noviembre de 2017 |
|           | 8         | Apocalypse     | 10        | 10        | 12 de septiembre de 2018 | 14 de noviembre de 2018 |
|           | 9         | 1984           | 9         | 9         | 18 de septiembre de 2019 | 13 de noviembre de 2019 |
|           | 10        | Double Feature | 10        | 10        | 25 de agosto de 2021     | 20 de octubre de 2021   |
|           | 11        | NYC            | 10        | 10        | 19 de octubre de 2022    | 16 de noviembre de 2022 |
|           | 12        | Delicate       | 9         | 9         | 20 de septiembre de 2023 | 24 de abril de 2024     |

### Murder House(2011)
La primera temporada tiene lugar en el 2011 y sigue a la familia Harmon: Ben (Dylan McDermott) de profesión psiquiatra, su esposa Vivien (Connie Britton), y su hija adolescente Violet (Taissa Farmiga), quienes se mudan de Boston a Los Ángeles después de que Vivien tenga un aborto involuntario y Ben una aventura con una de sus alumnas. La familia se muda a una casa restaurada, y pronto se encontrarán con los antiguos residentes de la casa, los Langdon: Constance (Jessica Lange), su hija Addie (Jamie Brewer) y el desfigurado Larry Harvey (Denis O'Hare). Ben y Vivien intentan reavivar su relación, mientras Violet está sufriendo de depresión, encuentra consuelo con Tate (Evan Peters), un paciente de su padre. Los Langdon y Larry influyen con frecuencia en la vida de los Harmon, ya que la familia descubre que la casa está embrujada por todos los que murieron en ella. Entre los cuales están las fantasmas Moira, el ama de llaves (Frances Conroy) / (Alexandra Breckenridge) y la primera dueña, Nora Montgomery (Lily Rabe).

### Asylum(2012-13)
La historia tiene lugar en 1964, en el Manicomio Católico Briarcliff, construido en 1908, que funcionó como el centro de tuberculosis más grande del país, donde murieron 46.000 personas. En 1962 el lugar es comprado por la Iglesia Católica y convertido en un manicomio para criminales dementes dirigido por el Monseñor Timothy Howard (Joseph Fiennes). Allí es enviado Kit Walker (Evan Peters), un joven que trabajaba en una gasolinera, acusado de haber matado a su esposa Alma Walker (Britne Oldford). Kit es llevado al manicomio al ser confundido con Bloody Face, asesino en serie que despellejaba a sus víctimas (siempre mujeres) y les cortaba la cabeza. Pero en realidad, Alma fue secuestrada por extraterrestres junto con su esposo, regresando solo este último a la Tierra. Nadie cree la historia de Kit, excepto Grace (Lizzie Brocheré), una interna. Dentro del manicomio, se encontrará con terroríficos personajes como el doctor Arthur Arden (James Cromwell) y la hermana Jude (Jessica Lange), quien encierra a Lana Winters (Sarah Paulson), una periodista curiosa acerca de Bloody Face. Las cosas se complican dentro del asilo cuando la hermana Mary Eunice (Lily Rabe), monja protegida de la hermana Jude, sufre una posesión satánica. Extraños sucesos tienen lugar en el manicomio, en donde reinan el horror, la injusticia, la demencia, el trato inhumano y el dolor.

### Coven(2013-14)
La temática de la historia es acerca de la brujería. Se sitúa en 2013, con flashbacks del siglo XIX. Cuando la familia de Zoe Benson (Taissa Farmiga) descubre que tiene habilidades diferentes es enviada a Miss Robicheaux's Academy, instituto que presenta una crisis debido a la posible extinción de las descendientes de Salem, donde encuentra a tres jóvenes brujas más, la caprichosa y vanidosa Madison Montgomery (Emma Roberts), Queenie (Gabourey Sidibe), una muñeca vudú humana, y Nan (Jamie Brewer), que tiene clarividencia. Cordelia Foxx (Sarah Paulson), directora del instituto y su madre Fiona Goode (Jessica Lange), bruja suprema del aquelarre (la más poderosa). Hacen lo posible por mantener su linaje en pie, luchando contra sus enemigos, los cazadores de brujas y la reina vudú Marie Laveau (Angela Bassett). Mientras que Fiona, en la búsqueda de sus intereses personales se encuentra con la sádica racista Delphine LaLaurie (Kathy Bates), inmortal debido a un hechizo vudú deel siglo XIX que Laveau le lanzó. La historia se complica con los intentos de la bruja fanática de la moda y líder del Consejo de brujas Myrtle Snow (Frances Conroy) de sacar a flote las perversas intenciones de Fiona, así como la llegada de la resucitada bruja del pantano Misty Day (Lily Rabe). Los temas principales son la opresión y sobre usar todo el potencial que tenemos, así como la necesidad de reconocer y pertenecer a una "tribu".

### Freak Show(2014-15)
La historia se desarrolla en el pequeño pueblo de Jupiter, Florida, y se centra en uno de los últimos circos de fenómenos restantes en 1952 y las acciones que los miembros del mismo cometen con tal de mantener su negocio a flote y ganarse la aceptación de la gente. Este show de horror está a cargo de Elsa Mars (Jessica Lange), quien sueña con encontrar un hogar para sus "monstruos", pero en secreto hará lo posible para conseguir fama. Elsa adquiere para sus filas a las siamesas Bette y Dott Tattler (Sarah Paulson), como un plan para incentivar su negocio. Otros miembros del espectáculo incluyen a Jimmy Darling (Evan Peters), el "joven manos de langosta", quien posee ectrodactilia y sueña con dejar su vida de feriante atrás y tener una vida normal. La madre de Jimmy, la mujer barbuda, Ethel Darling (Kathy Bates), quien es la mano derecha de Elsa y mantiene tanto la ley como el orden en el lugar. Dell Toledo (Michael Chiklis), y su esposa, de tres pechos, Desiree Dupree (Angela Bassett), llegan a formar parte del espectáculo. Los problemas empiezan cuando un estafador llamado Stanley (Denis O'Hare) planea matar fenómenos con ayuda de Maggie Esmeralda (Emma Roberts) quien se hace pasar como una vidente. Paralelamente se explora la historia de la familia Mott, Gloria (Frances Conroy) trata de esconder los impulsos asesinos y psicópatas de su consentido hijo Dandy (Finn Wittrock). Los flashbacks se establecen en la década de 1940, y un flashforward a la década de 1960.

### Hotel(2015-16)
La historia tiene lugar en 2015 en Los Ángeles, California en el hotel Cortez, que fue construido con el fin de convertirse en una cámara de tortura para sus huéspedes. Fue fundado por James Patrick March (Evan Peters) y actualmente está bajo la administración de la vampiresa de 111 años de edad, Elizabeth Johnson / La Condesa (Lady Gaga) quien vive junto a su amante Donovan (Matt Bomer) ex drogadicto e hijo de Iris (Kathy Bates), quien trabaja como gerente y recepcionista del hotel para no separarse de su hijo. John Lowe (Wes Bentley) investiga un caso de asesinatos en serie en nombre de los 10 mandamientos, mientras sobrelleva problemas familiares con su esposa la Dra. Alex Lowe (Chloe Sevigny) tras haber perdido a su hijo Holden 5 años atrás. Algunos de los residentes del hotel son Sally McKenna (Sarah Paulson), una yonqui grunge fantasma que parece saber más de lo que parece sobre el "asesino de los 10 mandamientos", y la bártender transgénero Liz Taylor (Denis O'Hare). El hotel es vendido al diseñador de moda Will Drake (Cheyenne Jackson) (a quien La Condesa planea seducir y matar para quedarse con su fortuna), quien trae al hotel al modelo Tristán Duffy (Finn Wittrock), quien llama la atención de La Condesa, haciendo que esta deseche a Donovan, lo que lo hace relacionarse con una vieja amante de Elizabeth y actriz, Ramona Royale (Angela Bassett), con la cual planea una venganza. El caso del "asesino de los 10 mandamientos" guía a John Lowe a las puertas del hotel, donde sus problemas se agravarán al encontrarse con su hijo perdido rondando los pasillos del hotel y cayendo en una inminente locura. Los temas principales de la temporada incluyen la adicción, la venganza y el perdón, y la búsqueda del amor y la sensualidad en la distinta visión de sus personajes. Se establecen flashbacks en las décadas de 1920, 1970, 1980 y 1990, con un epílogo establecido en 2022....

### Roanoke(2016)
La historia comienza con un documental que lleva por nombre My Roanoke Nightmare. Shelby Miller, profesora de yoga, se muda con su esposo, Matt Miller, a Carolina del Norte después de tener un aborto. La pareja compra una casa del siglo XVII, que en el pasado fue escenario de varios asesinatos. Los acompaña Lee Harris (Adina Porter), la hermana de Matt. Sin que ellos lo sepan, en el bosque cercano habitan los fantasmas de Thomasin White, a la que llaman "La Carnicera" y que es la líder de la colonia perdida de Roanoke, en la que se encuentra su hijo Ambrose White. En el territorio también habita la bruja del bosque, Scathatch (interpretada por Lady Gaga), que se enamora de Matt; la pérfida familia Polk, y el fantasma del primer dueño de la casa, Edward Phillippe Mott (Evan Peters). En el documental se ve como Matt, Shelby y Lee intentan sobrevivir durante los seis días seguidos de la luna de sangre después de que Lee perdiera a su hija Flora y su esposo Mason falleciera en misteriosas circunstancias que apuntan a Lee como sospechosa. El éxito del show hace que el productor, Sidney Aaron James (Cheyenne Jackson), intente hacer una segunda parte a modo de reality llamado "Return to Roanoke: Three Days in Hell", donde encerrará tanto a las personas reales (Shelby, Matt y Lee, que busca la redención al ser acusada de matar a su esposo) como a los actores que los interpretaron, y no tardarán en ocurrir desgracias. Se centra en los años desde el 2014 al 2017, e incluye en su temática una crítica hacia la capacidad de la televisión de dar la imagen que quiera sobre un tema y cómo influye en el público y en los involucrados, así como el juicio, el fanatismo y la exploración.

### Cult(2017)
Ally Mayfair-Richards (Sarah Paulson) quedó atemorizada después que Donald Trump sea elegido presidente en las elecciones de Estados Unidos de 2016, emergiendo sus fobias y traumas. Kai Anderson (Evan Peters) es un manipulador que recluta a gente dañada alrededor del vecindario para formar una secta con la que dominar el mundo. Extiende el miedo en la comunidad mediante actos violentos disfrazados de payasos. Esta temporada también gira en torno a la esposa de Ally, Ivy (Alison Pill), que sale de casa después de las fobias de Ally detrás de su sentido de la opinión e intentando proteger a su hijo, Oz; la hermana de Kai y uno de los miembros de la secta, Winter (Billie Lourd), que pasa a ser la niñera de las Mayfair-Richards; y el psiquiatra de Ally, Rudy Vincent (Cheyenne Jackson), que parece tener algún que otro secreto.

### Apocalypse(2018)
En 2020 un holocausto nuclear estalla y resulta en la destrucción de la mayoría de los seres vivos. La heredera millonaria Coco St. Pierre Vanderbilt (Leslie Grossman), su asistente personal Mallory (Billie Lourd), el estilista Gallant (Evan Peters) y Evie, la abuela de Gallant (Joan Collins), abordan un jet privado y son llevados a un búnker subterráneo secreto conocido como Outpost 3, donde se refugian con otros supervivientes, Dinah Stevens (Adina Porter), Andre Stevens (Jeffrey Bowyer-Chapman), Timothy Campbell (Kyle Allen) y Emily (Ashley Santos). Wilhelmina Venable (Sarah Paulson) y Miriam Mead (Kathy Bates) dirigen el refugio con puño de hierro, castigando a sus residentes por toda clase de indiscreciones, incluida la cópula no autorizada. Después de dieciocho meses, Emily y Timothy, quienes fueron seleccionados por la cooperativa por su composición genética única, mantienen una relación secreta, y junto con los otros supervivientes viven de un único cubo gelatinoso de nutrientes por día. En poco tiempo, Michael Langdon (Cody Fern), el hijo de Tate Langdon y Vivien Harmon de Murder House, llega para evaluar la necesidad de sus supervivientes y llevar los valiosos a otro refugio no identificado. Pero una llegada muy particular al refugio tiene como finalidad detener al Anticristo: las Brujas de Coven, Cordelia Goode (Sarah Paulson), Myrtle Snow (Frances Conroy) y Madison Montgomery (Emma Roberts). Hay flashbacks de sucesos anteriores al Apocalipsis, dando a conocer la existencia de brujos como el Gran Rector Ariel Augustus (BD Wong), Behold Chablis (Billy Porter), Baldwin Pennypacker (Jon Jon Briones) y John Henry Moore (Cheyenne Jackson) y el regreso de las demás brujas del aquelarre como Zoe Benson (Taissa Farmiga), Queenie (Gabourey Sidibe), Misty Day (Lily Rabe), Nan (Jamie Brewer), la integración de una nueva bruja que al parecer mantuvo una amistad con Myrtle Snow, Bubbles Mcgee (Joan Collins) y la participación especial de Stevie Nicks. El origen de Michael Langdon solo podía saberse con el regreso a la Casa de los Asesinatos, donde en esta ocasión se encontraban Ben Harmon (Dylan McDermott), Vivien Harmon (Connie Britton), Moira O´Hara (Frances Conroy), Tate Langdon (Evan Peters), Violet Harmon (Taissa Farmiga), Billie Dean Howard (Sarah Paulson) y Constance Langdon (Jessica Lange) para brindar información sobre Michael o simplemente darle un cierre al personaje.

### 1984(2019)
El 12 de enero de 2017, la serie se renovó para una novena temporada junto con Apocalypse, que salió al aire en 2019. El 6 de febrero de 2019, se confirmó el regreso de Emma Roberts y la integración de Gus Kenworthy. El 2 de abril de 2019, Evan Peters, después de 8 temporadas, confirmó que no volvería para la novena temporada, que sería la primera temporada sin él. El 10 de abril de ese mismo, año Ryan Murphy confirmó a través Instagram que el título sería «1984», junto con el primer teaser de la temporada. Se estrenó el 18 de septiembre de 2019.

### Double Feature(2021)
El 3 de agosto de 2018, la serie se renovó para una décima temporada. El 26 de febrero de 2020, Murphy reveló en Instagram que Kathy Bates, Sarah Paulson, Leslie Grossman, Billie Lourd, Evan Peters, Adina Porter, Lily Rabe, Angelica Ross, Finn Wittrock, Frances Conroy y el nuevo integrante (Macaulay Culkin) conformarían el elenco. El 26 de mayo de 2020, se anunció que la temporada se pospondría hasta 2021 debido a que la producción paró por la pandemia de enfermedad por coronavirus. El 20 de marzo de 2021, Ryan Murphy, anunció que la décima temporada de American Horror Story tendrá el nombre de Double Feature y además, también anunció que esta temporada se dividiría en dos historias diferentes. Tres días después de anunciar el título de la temporada, informó que Kaia Gerber, hija de Cyndy Crawford, se uniría al elenco de esta. Se estrenará el 25 de agosto de 2021.
La primera parte de la temporada, Red Tide, debutó el día 25 de agosto con una emisión especial de dos episodios. Esta tiene como trama principal los dones creativos y una especie de vampiros zombis.
La segunda parte, Death Valley, debutó el día 30 de septiembre, una semana después del final de Red Tide. La misma tiene como trama principal las abducciones alienígenas y las conspiraciones del gobierno de los Estados Unidos. La historia a la vez se ubica en dos épocas diferentes, 1954 y 2021.

### New York City(2022)
El 17 de junio de 2022, se anunció que Billie Lourd regresaría para la temporada, con Charlie Carver uniéndose al elenco. El rodaje de la temporada comenzó el 14 de junio de 2022 en la ciudad de Nueva York, donde se llevará a cabo la temporada; siendo la primera mitad en la década de 1960 y la segunda en la década de 1970. Tanto Leslie Grossman, que había sido parte del elenco desde la séptima temporada como Nico Greetham, quien anteriormente protagonizó Death Valley de Double Feature, fueron vistos en el lugar de filmación y en el set con Lourd y Carver, insinuando su participación en la temporada. El 25 de junio de 2022, se rumoreaba que las estrellas y actrices infantiles Lindsay Lohan y Abigail Breslin, que anteriormente había sido parte de Scream Queens aparecerían en la temporada, junto con los miembros anteriores del reparto Evan Peters, Patti LuPone y Cody Fern. También se esperaba que aparezcan los veteranos de la serie Denis O'Hare o Sarah Paulson.
El 9 de agosto de 2022, Sandra Bernhard e Isaac Cole Powell vieron escenas de filmación con Carver en el set. Al día siguiente, el 10 de agosto de 2022, se confirmó que Zachary Quinto regresaría a la serie luego de protagonizar Asylum, hace diez años.
El 29 de septiembre, FX, confirmó el título de la undécima temporada: American Horror Story: New York City y la fecha de estreno para el 19 de octubre de 2022.

### Delicate(2023-24)
El 10 de abril, Murphy anunció que la duodécima temporada se estrenaría en el verano del 2023, y que estaría protagonizada por Emma Roberts, Matt Czuchry y Kim Kardashian. La temporada estará basada en la novela: Delicate Condition de Danielle Valentine. Asimismo, se confirmaron las incorporaciones al reparto principal de las actrices Cara Delevingne, Annabelle Dexter-Jones y MJ Rodriguez.
El 4 de mayo de 2023, la producción de la temporada se paralizó debido a la huelga de guionistas iniciada en mayo de 2023. Tras varios intentos fallidos por volver al rodaje y a la producción, días posteriores se confirmó que no se retomaría hasta el fin de dicha huelga. A pesar de ello, el 15 de agosto, FX anunció la división en dos partes de la temporada, estrenando la primera el 20 de septiembre de 2023. La segunda parte de la temporada con los cuatro capítulos restantes fueron estrenados el 3 de abril de 2024.

### Temporadas futuras
El 5 de diciembre de 2018, Murphy comentó que las brujas de Coven regresarán en una futura temporada. El 9 de enero de 2020 se renovó la serie con una undécima, duodécima y decimotercera temporada.

## Elenco
Al ser American Horror Story una serie de antología, su elenco principal ha cambiado durante cada temporada: 
- En Murder House, el elenco estuvo conformado por Connie Britton, Jessica Lange, Denis O'Hare, Dylan McDermott, Taissa Farmiga y Evan Peters.[20][21][22][23][24]
- En Asylum, Jessica Lange y Evan Peters regresaron en esta temporada. Sarah Paulson, Lily Rabe y Zachary Quinto regresaron en esta temporada y se unieron al elenco principal, Lizzie Brocheré, James Cromwell y Joseph Fiennes se unieron al programa como parte del elenco principal.[25][26][27][28][29][30][31][32][33][34][35][36][36][37][38]
- En Coven, Sarah Paulson, Evan Peters, Lily Rabe y Jessica Lange, continuaron en el programa como parte del elenco principal. Taissa Farmiga y Denis O'Hare regresaron al programa. Frances Conroy, Kathy Bates y Emma Roberts, se unieron como miembros del elenco principal.[39][39][40][41][42][43][44][45][46]
- En Freak Show, Sarah Paulson, Evan Peters, Frances Conroy, Emma Roberts, Jessica Lange, Kathy Bates, Denis O'Hare y Angela Bassett volverían para la cuarta temporada, está última fue ascendida al elenco principal. James Cromwell volvió al programa como parte del elenco principal. Michael Chiklis y Finn Wittrock, se unieron al elenco principal.[47][48][49][50]
- En Hotel, Sarah Paulson, Kathy Bates, Evan Peters, Denis O'Hare y Angela Bassett, continúan en el elenco principal. Matt Bomer, Chloë Sevigny y Wes Bentley fueron promovidos al elenco principal. Cheyenne Jackson y Lady Gaga se unieron al elenco principal en esta temporada.[51][52][53][54][55][56]
- En Roanoke, Sarah Paulson, Angela Bassett, Denis O'Hare, Cheyenne Jackson, Evan Peters, Lily Rabe, Wes Bentley y Kathy Bates regresaron para formar parte del elenco principal. Cuba Gooding Jr. y André Holland se unieron al elenco principal.[57][58][59][60][61][62][63][64][65][66]
- En Cult, Sarah Paulson, Evan Peters y Cheyenne Jackson, regresaron al elenco principal. Billie Lourd y Alison Pill se unieron al elenco principal.[67][68][69][70][71]
- En Apocalypse, Sarah Paulson, Billie Lourd, Evan Peters, Emma Roberts, Cheyenne Jackson y Kathy Bates, regresarían al elenco principal. Adina Porter y Leslie Grossman se promovidas al elenco principal, luego de aparecer en otras temporadas como personajes secundarias. Cody Fern se unió al elenco principal.[72][73][74][75][76][77]
- En 1984, Emma Roberts, Leslie Grossman, Billie Lourd y Cody Fern regresaron al elenco principal. Gus Kenworthy, Matthew Morrison, Angelica Ross y Zach Villa se unieron al programa. John Carroll Lynch se une al elenco principal luego de haber aparecido en temporadas anteriores como personaje secundario.
- En Double Feature, Evan Peters, Sarah Paulson, Lily Rabe, Billie Lourd, Leslie Grossman, Angelica Ross, Adina Porter, Finn Wittrock, Denis O'Hare y Frances Conroy regresan al elenco principal. Mientras que Macaulay Culkin y Kaia Gerber se unen a la serie en el elenco principal.[78]
- En New York City, se produce un cambio en el reparto habitual, regresando al elenco principal, Billie Lourd, Zachary Quinto, Leslie Grossman, Isaac Powell, Denis O'Hare; y las incorporaciones, de Joe Mantello, Russell Tovey, Sandra Bernhard, Charlie Carver y Patti LuPone.[79][80]Quien había tenido un rol secundario en la tercera temporada
- En Delicate, temporada a estrenarse en 2023, regresan a la serie Emma Roberts, Taissa Farmiga, Leslie Grossman, Dylan McDermott, Joe Mantello, Isaac Powell y Zachary Quinto, y se incorporan al elenco Kim Kardashian, Demi Moore, Cara Delevingne, Mj Rodriguez, Debra Monk, Julie White, Matt Czuchry y Annabelle Dexter-Jones

## Línea temporal
| Año(s)    | Temporadas                            |
| 1952-1953 | American Horror Story: Freak Show     |
| 1954-2021 | American Horror Story: Double Feature |
| 1964-2012 | American Horror Story: Asylum         |
| 1981-1991 | American Horror Story: NYC            |
| 1984-2019 | American Horror Story: 1984           |
| 2011      | American Horror Story: Murder House   |
| 2013      | American Horror Story: Coven          |
| 2014-2017 | American Horror Story: Roanoke        |
| 2015      | American Horror Story: Hotel          |
| 2016      | American Horror Story: Cult           |
| 2018-2021 | American Horror Story: Apocalypse     |
| --------- | ------------------------------------- |

## Promoción
Como parte de la promoción para la serie, FX lanzó una campaña «House Call», en la que los espectadores en casa podrían unirse y estar cara a cara con un personaje de la serie.
Antes del estreno de la serie, FX lanzó varias pistas para arrojar luz en la serie. Se les ofreció en el canal de YouTube oficial de la serie. Diez pistas fueron lanzadas, tituladas «Cello», «Baby», «Couples», «Coffin», «Lying Down», «Fire», «Stairs», «Melt», «Red Cello» y «Rubber Bump».
El 15 de septiembre de 2011, FX lanzó un sitio web que permite que los visitantes hagan una gira en la casa del crimen a través de décadas y busquen pistas.

## Producción

### Concepción
Lo que viste en el final de la temporada era el final de la casa Harmon. La segunda temporada de la serie tendrá lugar en otra casa nueva o edificio poseído. Al igual que este año, cada temporada del programa tendrá un principio, un intermedio y un final. La segunda temporada no tendrá lugar en Los Ángeles, aunque está claro que será en Estados Unidos, pero en otro lugar.
Ryan Murphy acerca de American Horror Story

Los creadores Murphy y Falchuk comenzaron a trabajar en American Horror Story antes que la producción de Glee comenzara. Murphy quería hacer lo opuesto a lo que había hecho anteriormente y así empezó su trabajo en la serie. «Pasé de Nip/Tuck a Glee, así que tenía sentido que quisiera hacer algo difícil y obscuro. Y siempre he amado, como Brad también, el género de terror. Así que fue algo natural para mí». Dijo: «Estamos haciendo una pieza limpia, dulce, optimista, no cínica, quería hacer algo que de alguna manera tapara el lado diferente de mi personalidad». Falchuk estaba intrigado por la idea de poner un punto de vista diferente en el género de terror, diciendo que su objetivo principal en crear la serie era asustar a los espectadores. «Quieres que las personas estén un poco fuera de balance después», dijo. El tono oscuro de la serie se refleja luego de Dark Shadows, en que la abuela de Murphy lo obligó a ver cuando era joven. Además, la serie se inspira en películas clásicas de terror como Rosemary's Baby de Roman Polanski y The Shining por Stanley Kubrick.
Desde el principio, Murphy y Falchuk planearon que cada temporada de la serie contaría una historia diferente. Después que el final de la primera temporada salió al aire, Murphy habló de sus planes de cambiar el elenco y ubicación para la segunda temporada. Dijo, sin embargo, que algunos actores regresarán interpretando personajes completamente diferentes, criaturas, monstruos, etcétera. «Las historias de los Harmon se han terminado. Las personas que estarán regresando interpretarán nuevos personajes», anunció.

### Desarrollo de la historia
En febrero del 2011, FX anunció oficialmente que había ordenado el episodio piloto para una posible serie de Ryan Murphy y Brad Falchuk, con ambos como guionistas y Murphy dirigiendo. Se anunció que Dante Di Loreto sería el productor ejecutivo. La producción de la serie empezó en abril del 2011. El 18 de julio de 2011, FX oficialmente anunció que el proyecto se había convertido en una serie.

### Escritura
Murphy y Falchuk escribieron el guion del episodio piloto, con Murphy dirigiendo. El 3 de agosto del 2011, se anunció que Tim Minear, Jennifer Salt, James Wong y Jessica Sharzer se habían unido a la serie como guionistas. Murphy y Falchuk coescribieron el segundo episodio y Alfonso Gómez-Rejón lo dirigió.

### Casting
Los anuncios del casting comenzaron en marzo de 2011, con Connie Britton siendo la primera en ser elegida, interpretando a la personaje principal femenina, Vivien Harmon Britton dijo que tomó un riesgo en tomar el papel de Vivien. Cuando Murphy le presentó el papel, él dijo: «Esto es algo que nosotros nunca te hemos visto hacer anteriormente. Cambiará lo que has estado haciendo». Ella estaba intrigada por lo que él le presentaba y finalmente, decidió tomar el papel. En una entrevista con Entertainment Weekly, el cocreador de la serie, Ryan Murphy, dijo que él le dijo a Connie Britton, anteriormente, que su personaje Vivien moriría en la primera temporada. «Realmente teníamos toda la temporada trazada desde el comienzo», dijo. «En las reuniones con los principales actores, los personajes principales, Connie, Dylan [McDermott] y Jessica [Lange], mientras intentábamos atraparlos, fuimos capaces de decir, aquí es donde comienzas, este es el comienzo, y así es como terminas. Así que, sí, fui capaz de decirle a Connie realmente toda la serie».
Denis O'Hare se unió al elenco a finales de marzo como Larry Harvey. Jessica Lange se unió al elenco en abril como Constance, haciendo su primer papel regular en la televisión. Lange se sentía atraída por el papel porque no requería un compromiso de 22 episodios como una serie. «¡Eso fue grande para mí», dijo ella. «No estaba a punto de comprometerme a seis meses. Me han ofrecido series antes, y determinada a no hacerlo, porque no puedo hacer ese tipo de compromiso por poco tiempo». 
Dylan McDermott fue elegido como el protagonista Ben Harmon a finales de abril. Su personaje fue descrito inicialmente como «un guapo y masculino terapeuta pero sensible, quien ama a su familia pero ha herido a su esposa». McDermott dijo que quería hacer el papel para romper su papel anterior como Bobby Donnell en la serie The Practice. «Esto fue exactamente el por qué quise hacer esta serie - para cambiar y hacer un personaje distinto. Las personas piensan de mí como el tipo de The Practice... Quería cambiar esa noción en su cabeza y con esperanza estoy haciendo eso», dijo.
En mayo, Taissa Farmiga y Evan Peters fueron los últimos actores en ser elegidos, interpretando a Violet Harmon y Tate Langdon. Farmiga dijo que amó a Violet «inmediatamente» y que «Ella tenía agallas para ella, ella tenía actitud». Murphy ha descrito a Tate como el «verdadero monstruo» de la serie, agregando: «Para el gran crédito de Evan y el crédito de los escritores, creo que Evan ha hecho un trabajo increíblemente difícil en hacer un monstruo simpático». Zachary Quinto se unió al reparto en agosto como Chad, el antiguo dueño de la casa. Teddy Sears fue elegido para interpretar a Pat la pareja de Chad.

### Filmación

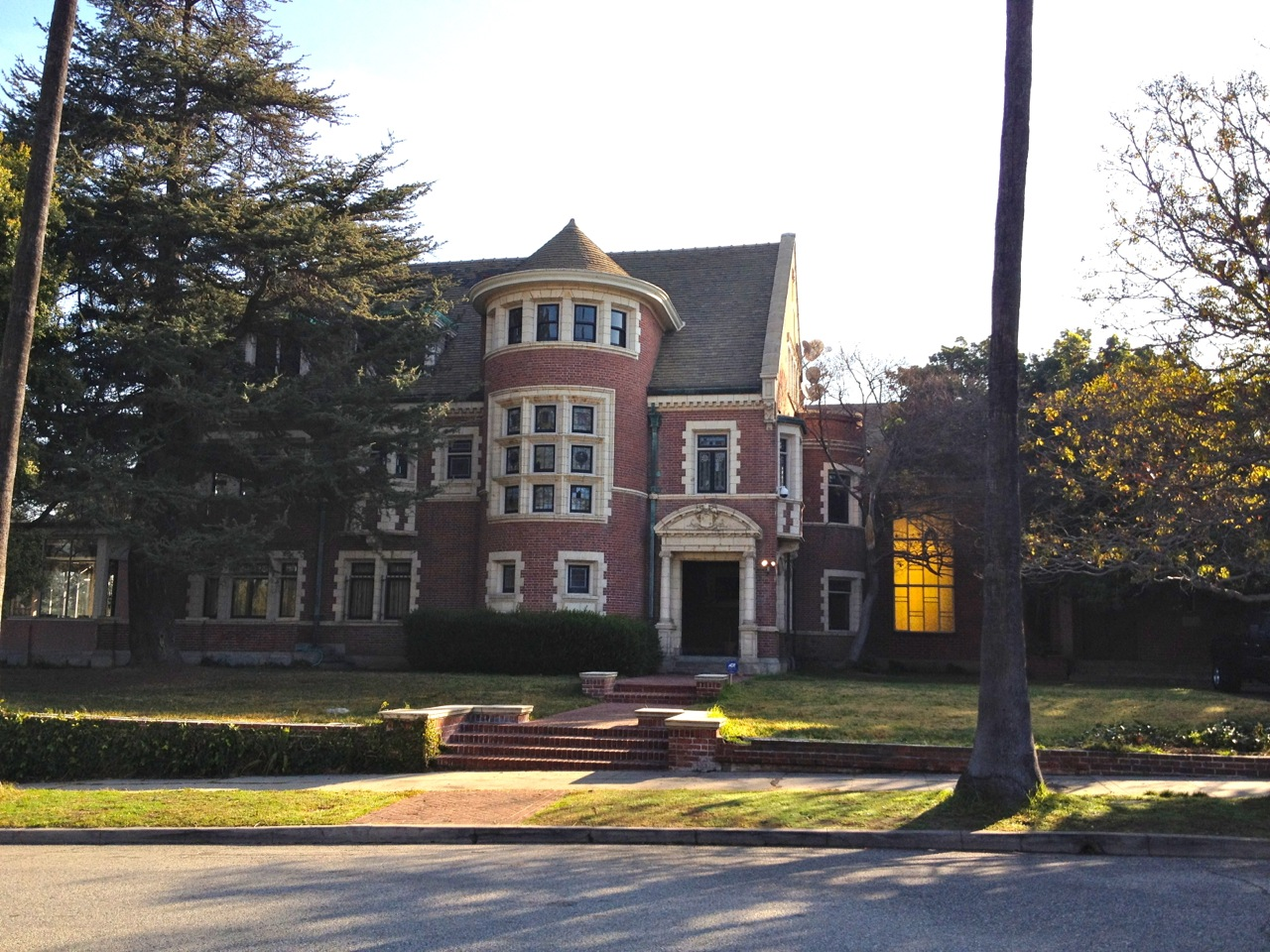
1120 Westchester Place, ubicación de la casa utilizada en la serie.

El episodio piloto se rodó en una casa del Country Club Park de Los Ángeles (California), que sirve como la casa encantada y escena del crimen en la serie. Diseñada y construida alrededor de 1908 por Alfred Rosenheim, el presidente del Instituto estadounidense de Arquitectos de Los Ángeles, la casa anteriormente había sido utilizada como un convento. Una capilla colindante fue borrada usando CGI.
La serie está filmada en sets que son una réplica exacta de la casa. Se recrearon detalles como las ventanas Louis Comfort Tiffany y lámparas de bronce para preservar el aspecto de la casa.
Debido a un «muy agresivo» programa de producción y con el piloto de la serie teniendo que esperar a los creadores, Ryan Murphy y Brad Falchuk, de Glee comienza su segunda temporada, se anunció que el final de temporada sería treinta minutos más corto de lo planeado. A Murphy se le ocurrió el plan de hacer un episodio de noventa minutos. El episodio se emitió el 21 de diciembre de 2011.

### Secuencia de los créditos de apertura
Los títulos de crédito fueron creados por Kyle Cooper y su compañía Prologue, que también creó los de la serie The Walking Dead (serie de televisión) o los de la película de David Fincher Se7en (1995). El tema musical lo compusieron César Davila-Irizarry y el músico Charlie Clouser.
La secuencia de la primera temporada está hecha en el sótano de los Harmon e incluye imágenes de niños no nacidos (o abortos), bebés en jarros, calaveras, un vestido de bautizo, un uniforme de enfermera, y una figura sosteniendo un par de tijeras cubiertas con sangre. Murphy ha descrito la secuencia como un mini-misterio y dijo que «En el momento en que veas el noveno episodio de esta temporada, cada imagen en esa secuencia será explicada».
La secuencia de la segunda temporada contiene imágenes del hospital psiquiátrico Briarcliff en decadencia, con algunos de sus pacientes en pleno estado de locura. Se alternan escenas de los pacientes deambulando por los pasillos o haciendo posturas extrañas, como caminar boca arriba por las escaleras, sumergirse en las bañeras o simplemente acercamientos a sus rostros. Se ve una estatua de la Virgen María y unos doctores que atan un paciente a una camilla. Se logra apreciar breves imágenes de órganos humanos.
En la secuencia de la tercera temporada aparecen unas figuras humanas cubiertas completamente con túnicas negras y sombreros estilo Capirote del mismo color. Los nombres de los actores aparecen sobre un fondo grisáceo con distintos dibujos oscuros y siniestros. Se muestran escenas de prácticas ocultistas y de vudú, mientras aparecen minotauros y animales utilizados para hacer sacrificios, así como criaturas malvadas y esqueléticas. Aparece una hoguera y brujas bailando a su alrededor en lo que parece ser un aquelarre.
La secuencia de la cuarta temporada contiene figuras sobre las fobias que tiene la gente sobre los circos, también se muestran el espectáculo de fenómenos. Haciendo referencia a varios fenómenos cuya existencia está comprobada e inspiran a los personajes pertenecientes al circo.
En la secuencia de la quinta temporada se muestran diferentes imágenes de humanos deformados saliendo de colchones, una novia caminando por pasillos, una mujer siendo atrapada por unas manos en un colchón, niños corriendo por los pasillos y otras cosas vistas desde una mirilla de una puerta de una habitación. Además de mostrar los 10 Mandamientos cuando muestran los nombres de los actores.
En la sexta temporada, no tiene ninguna secuencia, además, en la introducción solo aparece el título original de la serie "American Horror Story" y el tema musical fue cambiado a los créditos finales.
La secuencia de la séptima temporada presenta el tema musical interpretado por una banda de desfile, incluyendo las trompetas. La secuencia es una acción en vivo. Mientras que en la secuencia visual incluye a unos payasos saliendo de un ataúd, unas máscaras de Donald Trump y de Hillary Clinton, una estatua de Benjamin Franklin, un cadáver de un perro muerto por gases tóxicos, un carrusel, manos manchadas de sangre en un lavabo, una colmena de abejas, un bote de humo tóxico que acaba de abrirse, agujeros en algunas partes del cuerpo con insectos que hacen alusión a la tripofobia, una bandera estadounidense salpicada de sangre acompañada del himno nacional de Estados Unidos, personas manchadas de sangre teniendo sexo y unas manos esposadas.
La octava temporada vuelve con el tema musical original de las primeras temporadas mientras nos presentan imágenes alternas referentes al apocalipsis que incluyen explosiones, monitores de radiación, casas destruidas, entre otras. La secuencia también muestra imágenes de velas derritiéndose, al igual que las llamas apagándose y volviendo a prenderse, criaturas demoníacas haciendo referencia al anticristo, serpientes deslizándose, calaveras, estatuas de ángeles, etc. Esta secuencia toma partes de las secuencias de apertura de la primera y tercera temporada que incluye bebes y niños con ojos blancos, fotos antiguas quemándose y figuras extrañas en un bosque.

## Recepción
| Temporada | Temporada      | Medio crítico     | Medio crítico    |
| Temporada | Temporada      | Rotten Tomatoes   | Metacritic       |
| --------- | -------------- | ----------------- | ---------------- |
|           | Murder House   | 73% (39 críticas) | 62 (30 críticas) |
|           | Asylum         | 84% (44 críticas) | 65 (23 críticas) |
|           | Coven          | 83% (35 críticas) | 71 (24 críticas) |
|           | Freak Show     | 79% (34 críticas) | 69 (19 críticas) |
|           | Hotel          | 64% (48 críticas) | 60 (24 críticas) |
|           | Roanoke        | 74% (15 críticas) | 72 (9 críticas)  |
|           | Cult           | 73% (49 críticas) | 66 (24 críticas) |
|           | Apocalypse     | 75% (6 críticas)  | 63 (6 críticas)  |
|           | 1984           | 87% (8 críticas)  | TBD              |
|           | Double Feature | 80% (61 críticas) | TBD              |
|           | NYC            | 71% (7 críticas)  | TBD              |
|           | Delicate       | 73% (11 críticas) | 58 (7 críticas)  |
| Promedio  | Promedio       | 78%               | 65               |

### Recepción de la crítica
American Horror Story fue recibida generalmente con críticas positivas. El episodio piloto llegó a 61 % en Metacritic, basado en 29 reseñas. Ken Tucker de Entertainment Weekly premió al episodio piloto con una B+, declarando: «AHS es bastante escalofriante, todo el tiempo: un montón de gritos, sexo, sustos, caras mutiladas, comportamiento psicótico y bebes muertos».
Chuck Barney del San Jose Mercury News dijo: «La mayoría de los shows televisivos, después de un rato, salen de la memoria. Este te va a perseguir hasta en los sueños». Hank Stuever de The Washington Post dijo en su reseña que «rehacer las cosas es una de las faltas de Murphy, pero este show tiene un estilo cautivador y es algo grotesco». Matt Fowler de IGN TV escribió que «el episodio piloto contenía más estilo que substancia, pero que es totalmente visible». Fowler escribió que «atrapaba, era un experimento subversivo» y puso como referencia a Amityville Horror, El resplandor y Twin Peaks.  No todas las reseñas fueron favorables: Alan Sepinwall de HitFix le dio a la serie una D−, diciendo: «Está muy por encima del máximo, cuando el máximo es un espectro microscópico en su raro espejo, y esta lleno de sonidos raros, personajes que es posible que no olvides aunque es probable que lo desees». Sepinwall la calificaría como uno de los peores programas de televisión de 2011. Mary McNamara, de Los Angeles Times, le dedicó una crítica mixta, afirmando que «se derrumba en el campamento... en más de una ocasión», pero también señalando que es «difícil apartar la mirada».
La segunda temporada, American Horror Story: Asylum, fue aclamada por la crítica. El agregador de críticas Rotten Tomatoes  informó de que el 84% de los 220 críticos valoraron positivamente la temporada. El consenso del sitio es: «American Horror Story:Asylum cruza los límites para conmocionar y asustar con subtramas sexys y algunas tomas innovadoras sobre temas sociales actuales". Obtuvo una puntuación de 65 sobre 100 en Metacritic basada en 23 críticas, lo que indica críticas generalmente favorables. James Poniewozik de Time declaró: «AHS: Asylum parece un festival de gritos más centrado, aunque igual de frenético. También está magníficamente realizada, con una visión de su institución de los años 60 tan detallada que puedes oler el aire viciado y el incienso". Maureen Ryan de The Huffington Post dijo: «El mérito de los guionistas, los directores y el reparto de Asylum es que el dolor emocional de los personajes a menudo parece tan real como su incertidumbre y su terror».[164] Verne Gay, del Newsday, calificó la temporada con una C, afirmando que «tiene algunos buenos efectos especiales, pero no mucha historia en la que apoyarse». Linda Stasi, del New York Post, opinó que la temporada era «exagerada» y añadió: Necesito entrar en un manicomio después de dos horas de esta locura».
A Ryan Murphy y Brad Falchuk se les ha atribuido el mérito de crear una serie que incrementa tanto los creadores como los argumentos LGBT en la industria. Theresa L. Geller y Anna Marie Banker han afirmado que Murphy y Falchuk utilizan «la estructura formal de la antología serializada... para presentar narrativas seriadas hechas por y sobre «queers», subvirtiendo abiertamente las normas sexuales y de género que definen la mayor parte de la televisión». En la revista Gender Forum, Robert Sevenich reconoce además que «American Horror Story es un texto único y desafiante que afronta cuestiones de visibilidad queer, proporciona a los intérpretes y creadores queer un vehículo para contribuir a las conversaciones culturales y ofrece al público una lente para extraer significado».

### Índices de audiencia
El episodio piloto obtuvo un nivel de audiencia de 6 entre adultos entre la edad de 18-49 y obtuvo 3,2 millones de espectadores, y tuvo un total de 5 2 millones entre dos emisiones. Este fue el mejor número que FX ha recibido en un estreno de serie. El episodio ayudó a hacer que octubre fuera el mes más visto en FX en todos los tiempos. El episodio fue seguido por 3 2 millones de espectadores en 59 países.
Los niveles de audiencia aumentaron mientras la serie progresaba, con el cuarto episodio recibió un índice de audiencia de 1 7 entre adultos de 18-49 años, una décima de por encima que el episodio piloto. El séptimo episodio tuvo una audiencia de 3,06 millones, recibiendo un índice de audiencia de 1,8 entre adultos de 18-49. El final de temporada fue visto por 3 22 millones de espectadores y recibió un índice de audiencia de 1 8 compartido entre adultos de 18-49. La primera temporada empató con la serie Falling Skies de TNT como la serie más grande de cable del año entre adultos de 18-49.
El estreno de la segunda temporada obtuvo una cuota de audiencia de 18-49 de 2.2 y reunió a 3.85 millones de espectadores, marcando los números más altos para la serie. Sin embargo, en el sexto episodio de la temporada, los números cayeron a un mínimo histórico de la serie con una cuota de audiencia de 18-49 de 0.9 y 1.89 millones de espectadores; sin embargo, se recuperaron a más de dos millones de espectadores para los episodios siguientes, y alcanzaron 2.29 millones de espectadores para el final de la temporada.
El estreno de la quinta temporada de la serie se convirtió en la segunda emisión más vista en la historia de la red, solo detrás del episodio de estreno de la temporada anterior, que fue visto por 6.13 millones de espectadores. El programa fue posteriormente renovado para otra temporada; John Landgraf, el CEO de la red, comentó sobre el éxito del programa diciendo que American Horror Story, la serie con mayor índice de audiencia de la señal, “ha entrado indudablemente en las filas de las series emblemáticas de la televisión”.
En 2016, un estudio del New York Times sobre los 50 programas de televisión con más “Me gusta” en Facebook encontró que “a diferencia de muchos programas sobre lo sobrenatural”, American Horror Story era “más popular en las ciudades, pero también en partes del suroeste del país”.
| Temporada                                                                   | Temporada      | Episodio | Episodio | Episodio | Episodio | Episodio | Episodio | Episodio | Episodio | Episodio | Episodio | Episodio | Episodio | Episodio |
| Temporada                                                                   | Temporada      | 1        | 2        | 3        | 4        | 5        | 6        | 7        | 8        | 9        | 10       | 11       | 12       | 13       |
| --------------------------------------------------------------------------- | -------------- | -------- | -------- | -------- | -------- | -------- | -------- | -------- | -------- | -------- | -------- | -------- | -------- | -------- |
|                                                                             | Murder House   | 3,18     | 2,46     | 2,59     | 2,96     | 2,74     | 2,83     | 3,06     | 2,81     | 2,85     | 2,54     | 2,59     | 3,22     | N/A      |
|                                                                             | Asylum         | 3,85     | 3,06     | 2,47     | 2,65     | 2,78     | 1,89     | 2,27     | 2,36     | 2,22     | 2,21     | 2,51     | 2,30     | 2,29     |
|                                                                             | Coven          | 5,54     | 4,51     | 3,78     | 3,71     | 3,80     | 4,16     | 4,00     | 4,07     | 3,94     | 3,49     | 3,46     | 3,35     | 4,24     |
|                                                                             | Freak Show     | 6,13     | 4,53     | 4,44     | 4,51     | 4,22     | 3,65     | 3,91     | 3,30     | 3,07     | 2,99     | 3,11     | 2,94     | 3,27     |
|                                                                             | Hotel          | 5,81     | 4,06     | 3,20     | 3,04     | 2,87     | 2,64     | 2,64     | 2,31     | 2,14     | 1,85     | 1,84     | 2,24     | N/A      |
|                                                                             | Roanoke        | 5,14     | 3,27     | 3,08     | 2,83     | 2,82     | 2,48     | 2,62     | 2,20     | 2,43     | 2,45     | N/A      | N/A      | N/A      |
|                                                                             | Cult           | 3,93     | 2,38     | 2,25     | 2,13     | 2,20     | 2,15     | 2,07     | 2,06     | 1,48     | 1,82     | 1,97     | N/A      | N/A      |
|                                                                             | Apocalypse     | 3,08     | 2,21     | 1,95     | 2,02     | 2,12     | 2,01     | 1,85     | 1,63     | 1,65     | 1,83     | N/A      | N/A      | N/A      |
|                                                                             | 1984           | 2,13     | 1,49     | 1,34     | 1,29     | 1,09     | 1,35     | 1,05     | 1,05     | 1,08     | N/A      | N/A      | N/A      | N/A      |
|                                                                             | Double Feature | 0.93     | 0.58     | 0.70     | 0.61     | 0.64     | 0.73     | 0.69     | 0.48     | 0.58     | 0.58     | N/A      | N/A      | N/A      |
|                                                                             | NYC            | 0.38     | 0.28     | 0.38     | 0.28     | 0.27     | 0.19     | 0.27     | 0.15     | 0.28     | 0.19     | N/A      | N/A      | N/A      |
|                                                                             | Delicate       | 0.45     | 0.32     | 0.37     | 0.36     | 0.24     | 0.24     | 0.31     | 0.16     | 0.23     | N/A      | N/A      | N/A      | N/A      |
| Índices de audiencia por episodio proporcionados por Nielsen Media Research |                |          |          |          |          |          |          |          |          |          |          |          |          |          |

### Premios y nominaciones
American Horror Story ha ganado 40 premios de sus 179 nominaciones. La franquicia ha ganado 18 nominaciones a los Premios Primetime Emmy, con Jessica Lange por la actriz secundaria excepcional en una Miniserie o Película y a la Mejor Actriz Principal en una Miniserie o Película, James Cromwell por ganar el Actor de Reparto Destacado en una Miniserie o Película, y Kathy Bates ganar la actriz secundaria excepcional en una Miniserie o Película. En la edición 33.ª Creative Arts Emmy Award ganaron dos veces a la Mejor Peluquería para una Miniserie o Película, y una vez cada a la Mejor Edición de Sonido para una Miniserie, Película o Especial, y Trajes en Miniserie, Película o Especial. Se ha recibido siete nominaciones a los Golden Globe Award, con Lange y Gaga como ganadoras a la Mejor Actriz de Reparto en una Serie, Miniserie o Película para Televisión. y tres Screen Actors Guild Award, con Lange ganadora a la Mejor actriz femenina en una Serie Dramática. los reconocimientos adicionales incluyen: el premio American Film Institute para Top Programa de Televisión Diez, el Premio del Gremio de Directores de Arte por Excelencia en Diseño de Producción, el Bram Stoker Award para el Logro Superior en un guion, y dos Critics' Choice Television Award en la actuación para Zachary Quinto y Sarah Paulson, el Premio de Medios GLAAD por Mejor Miniserie de TV, el Golden Reel Award a la Mejor Edición de Sonido, un Satellite Award a la Mejor serie en Género de televisión, y un Satellite Award Honorario de Lange a la Mejor Actuación en una Serie de TV, así como Mejor Actriz en una Miniserie.

## Series derivadas

### American Crime Story
El 7 de octubre de 2014, se anunció que FX había ordenado una serie complementaria de 10 episodios titulada American Crime Story, desarrollada por Scott Alexander y Larry Karaszewski. Mientras que cada temporada de American Horror Story se centra en un nuevo tema de horror, cada temporada de American Crime Story se centra en una nueva historia de crimen real. La serie cuenta con miembros del elenco de American Horror Story como Sarah Paulson, Connie Britton, Cuba Gooding Jr., Darren Criss, Finn Wittrock, Max Greenfield, Jon Jon Briones, [ Cody Fern y Billy Eichner. La primera temporada se estrenó en febrero de 2016, con la segunda temporada estrenándose en enero de 2018. Una tercera temporada, titulada Impeachment, se centró en el escándalo Clinton-Lewinsky y se emitió en septiembre de 2021. Una cuarta temporada potencial, tentativamente titulada Studio 54, se centrara en el auge y la caída de los propietarios del Studio 54 Steve Rubell e Ian Schrager, está actualmente en desarrollo.

### American Horror Stories
El 11 de mayo de 2020, Murphy anunció el desarrollo de una serie derivada titulada American Horror Stories. Su formato también sería de antología, pero episódicos. Saldría al aire en FX. El 22 de junio de 2020, fue anunciado que "American Horror Stories" será parte de la programación del servicio de streaming FX on Hulu. Se estrenó en Estados Unidos el 15 de julio de 2021.

### American Sports Story
El 13 de agosto de 2021, FX, anunció dos nuevas series de antología, siguiendo el éxito de AHS. La nueva serie se titularía American Sports Story. La serie mostrará en cada temporada una nueva historia sobre el deporte en Estados Unidos. La primera temporada, en concreto, se centra sobre el exjugador de la NFL, Aaron Hernandez.